# Championnats d'Afrique d'athlétisme 1990
Navigation
Les 7es Championnats d'Afrique d'athlétisme ont eu lieu du 3 au 6 octobre 1990 au Stade international du Caire, en Égypte. La compétition, organisée par la Confédération africaine d'athlétisme, réunit 218 athlètes issus de 23 pays.

## Résultats

### Hommes
| Event                 | Or                                                                        | Argent                                                                                  | Bronze                                                                                       |
| --------------------- | ------------------------------------------------------------------------- | --------------------------------------------------------------------------------------- | -------------------------------------------------------------------------------------------- |
| 100 mètres            | Joseph Gikonyo 10 s 28                                                    | Abdullahi Tetengi 10 s 36                                                               | Charles-Louis Seck 10 s 38                                                                   |
| 200 mètres            | Joseph Gikonyo 20 s 89                                                    | Abdullahi Tetengi 21 s 01                                                               | Sunday Bada 21 s 05                                                                          |
| 400 mètres            | Samson Kitur 45 s 15                                                      | David Kitur 46 s 13                                                                     | Sunday Bada 46 s 19                                                                          |
| 800 mètres            | William Tanui 1 min 46 s 80                                               | Robert Kibet 1 min 47 s 15                                                              | Desta Asgedom 1 min 47 s 38                                                                  |
| 1 500 mètres          | Moses Kiptanui 3 min 39 s 51                                              | Abdelaziz Sahere 3 min 39 s 53                                                          | David Kibet 3 min 41 s 49                                                                    |
| 5 000 mètres          | Ezequiel Bitok 13 min 33 s 30                                             | Andrew Sambu 13 min 33 s 90                                                             | Mohamed Issangar 13 min 34 s 37                                                              |
| 10 000 mètres         | Khalid Skah 28 min 31 s 10                                                | Andrew Sambu 28 min 31 s 50                                                             | Addis Abebe 28 min 34 s 40                                                                   |
| Marathon              | Tesfaye Tafa 2 min 33 s 38                                                | Belaye Wolashe 2 min 37 s 17                                                            | Negash Dube 2 min 49 s 42                                                                    |
| 3000 mètres steeple   | Abdelaziz Sahere 8 min 33 s 58                                            | William Mutwol 8 min 34 s 03                                                            | Bizuneh Yai Tura 8 min 56 s 14                                                               |
| 110 mètres haies      | Moses Oyiki Orode 14 s 26                                                 | Gideon Yego 14 s 39                                                                     | Judex Lefou 14 s 42                                                                          |
| 400 mètres haies      | Hamadou Mbaye 51 s 10                                                     | Ahmed Abdel Halim Ghanem 51 s 16                                                        | Judex Lefou 51 s 41                                                                          |
| Saut en hauteur       | Othmane Belfaa 2,16 m                                                     | Samson Kebenei 2,13 m                                                                   | Khemraj Naiko 2,09 m                                                                         |
| Saut à la perche      | Ali Ziouani 4,90 m                                                        | Kersley Gardenne 4,70 m                                                                 | Sid Ali Sabour 4,40 m                                                                        |
| Saut en longueur      | Ayodele Aladefa 7,92 m                                                    | Badara Mbengue 7,90 m                                                                   | Amos Rutere 7,55 m                                                                           |
| Triple saut           | Toussaint Rabenala 16,61 m                                                | James Sabulei 16,06 m                                                                   | Papa Ladji Konaté 15,81 m                                                                    |
| Lancer de poids       | Robert Welikhe 17,57 m                                                    | Ahmed Kamel Shata 17,36 m                                                               | Mohamed Ismail Muslem 16,50 m                                                                |
| Lancer de disque      | Hassan Ahmed Hamad 55,80 m                                                | Dhia Kamel Ahmed 52,74 m                                                                | Ikechukwu Chika 52,50 m                                                                      |
| Lancer du marteau     | Sherif Farouk El Hennawi 69,60 m                                          | Hassan Chahine 66,98 m                                                                  | Hakim Toumi 66,34 m                                                                          |
| Lancer du javelot     | Fidèle Rakotonirina 69,50 m                                               | Pius Bazighe 68,80 m                                                                    | Justin Arop 67,76 m                                                                          |
| Décathlon             | Abdennacer Moumen 6983 pts                                                | Tommy Ozono 6869 pts                                                                    | Mourad Mahour Bacha 6802 pts                                                                 |
| 20 km marche          | Shemsu Hassan 1 h 29 min 31                                               | Abdelwahab Ferguène 1 h 31 min 00                                                       | Andrew Eyapan 1 h 32 min 24                                                                  |
| Relais 4 × 100 mètres | Nigeria Nnamdi Anusim Abdullah Tetengi Michael Monye Ebiyo Pupre 39 s 85  | Sénégal Joseph Diaz Amadou Mbaye Charles-Louis Seck Mamadou Dione 40 s 05               | Côte d'Ivoire Gilles Bogui Ouattara Lagazane Jean-Olivier Zirignon Hyacinthe Kamelan 40 s 24 |
| Relais 4 × 400 mètres | Nigeria Omokaro Alohan Hassan Bosso Abu Danjuma Sunday Bada 3 min 04 s 77 | Maroc Abdelali Kasbane Benyounès Lahlou Ali Dahane Abdelkader El Boukhari 3 min 05 s 89 | Kenya Francis Ogola Joel Otim John Goville Faustino Kiwa 3 min 06 s 88                       |

### Femmes
| Event                 | Or                                                                                 | Argent                                                                          | Bronze                                                                                   |
| --------------------- | ---------------------------------------------------------------------------------- | ------------------------------------------------------------------------------- | ---------------------------------------------------------------------------------------- |
| 100 mètres            | Onyinye Chikezie 11 s 56                                                           | Chioma Ajunwa 11 s 63                                                           | Mary Tombiri 11 s 74                                                                     |
| 200 mètres            | Fatima Yusuf 23 s 19                                                               | Emily Odoemenam 23 s 59                                                         | Helena Amoako 24 s 36                                                                    |
| 400 mètres            | Fatima Yusuf 50 s 85                                                               | Charity Opara 51 s 68                                                           | Emily Odoemenam 53 s 30                                                                  |
| 800 mètres            | Maria de Lurdes Mutola 2 min 13 s 54                                               | Edith Nakiyingi 2 min 14 s 00                                                   | Zewde Haile Mariam 2 min 15 s 14                                                         |
| 1 500 mètres          | Maria de Lurdes Mutola 4 min 25 s 27                                               | Edith Nakiyingi 4 min 25 s 34                                                   | Margaret Ngotho 4 min 27 s 14                                                            |
| 3 000 mètres          | Derartu Tulu 9 min 11 s 21                                                         | Luchia Yishak 9 min 15 s 99                                                     | Margaret Ngotho 9 min 16 s 41                                                            |
| 10 000 mètres         | Derartu Tulu 33 min 37 s 82                                                        | Jane Ngotho 33 min 39 s 26                                                      | Tigist Moreda 34 min 24 s 67                                                             |
| 100 mètres haies      | Dinah Yankey 13 s 55                                                               | Nezha Bidouane 13 s 70                                                          | Mosun Adesina 13 s 85                                                                    |
| 400 mètres haies      | Nezha Bidouane 57 s 17                                                             | Omolade Akinremi 57 s 97                                                        | Omotayo Akinremi 58 s 83                                                                 |
| Saut en hauteur       | Lucienne N'Da 1,80 m                                                               | Stella Agbaegbu 1,77 m                                                          | Ifeanyi Aduba 1,68 m                                                                     |
| Saut en longueur      | Chioma Ajunwa 6,13 m                                                               | Stella Emefesi 5,79 m                                                           | Nagwa Abd El Hay Riad 5,71 m                                                             |
| Lancer de poids       | Hanan Ahmed Khaled 15,21 m                                                         | Elizabeth Olaba 14,26 m                                                         | Fouzia Fatihi 14,12 m                                                                    |
| Lancer de disque      | Zoubida Laayouni 53,10 m                                                           | Hanan Ahmed Khaled 49,90 m                                                      | Elizabeth Olaba 45,04 m                                                                  |
| Lancer du javelot     | Seraphina Nyauma 46,82 m                                                           | Matilda Kisava 46,44 m                                                          | Kate Nwani 45,44 m                                                                       |
| Heptathlon            | Albertine Koutouan 5065 pts                                                        | Huda Hashem Ismail 4716 pts                                                     | Marie-Lourdes Ally Samba 4501 pts                                                        |
| 5 km marche           | Agnetha Chelimo 25 min 45 s 20                                                     | Meriem Kouch 26 min 36 s 70                                                     | Amani Mohamed Adel 27 min 11 s 60                                                        |
| Relais 4 × 100 mètres | Nigeria Chioma Ajunwa Onyinye Chikezie Mary Tombiri Fatima Yusuf 45 s 06           | Ghana Philomena Mensah Cynthia Quartey Dinah Yankey Helena Amoako 45 s 87       | Égypte Karima Miskin Saad Wafa Bashir Huda Hashem Ismail Muna Mohamed Mansour 46 s 79 NR |
| Relais 4 × 400 mètres | Nigeria Omolade Akinremi Omotayo Akinremi Charity Opara Fatima Yusuf 3 min 40 s 04 | Kenya Rose Tata-Muya Ruth Onsarigo Isabella Mushilla Selina Tanui 3 min 45 s 99 | Maurice Christine Duverge Sheila Seebaluck Jane Thondojee Gilliane Quirin 3 min 46 s 94  |

## Tableau des médailles
| Rang | Nation        | Or | Argent | Bronze | Total |
| ---- | ------------- | -- | ------ | ------ | ----- |
| 1    | Nigeria       | 10 | 10     | 9      | 29    |
| 2    | Kenya         | 9  | 9      | 7      | 25    |
| 3    | Maroc         | 6  | 5      | 2      | 13    |
| 4    | Éthiopie      | 4  | 2      | 6      | 12    |
| 5    | Égypte        | 3  | 5      | 4      | 12    |
| 6    | Côte d'Ivoire | 2  | 0      | 1      | 3     |
| 7    | Mozambique    | 2  | 0      | 0      | 2     |
| 7    | Madagascar    | 2  | 0      | 0      | 2     |
| 9    | Sénégal       | 1  | 2      | 2      | 5     |
| 10   | Algérie       | 1  | 1      | 3      | 5     |
| 11   | Ghana         | 1  | 1      | 1      | 3     |
| 12   | Tanzanie      | 0  | 3      | 0      | 3     |
| 13   | Ouganda       | 0  | 2      | 1      | 3     |
| 14   | Maurice       | 0  | 1      | 5      | 6     |